# Mr Ripley et les Ombres
Pour le roman, voir Ripley et les Ombres.
Pour plus de détails, voir Fiche technique et Distribution.
Mr Ripley et les Ombres (Ripley Under Ground) est un film franco-britannico-allemand réalisé par Roger Spottiswoode, sorti en 2005. Il s'agit d'une adaptation cinématographique du roman Ripley et les Ombres (Ripley Under Ground) de Patricia Highsmith, qui met en scène le personnage de Tom Ripley.

## Synopsis
Après l'accident de voiture mortel d'un ami artiste à succès, Tom Ripley maquille la mort de ce dernier et endosse son identité pour profiter de son argent. 

## Fiche technique
- Titre français : Mr. Ripley et les Ombres
- Titre original : Ripley Under Ground
- Réalisateur : Roger Spottiswoode
- Scénario : W. Blake Herron et Donald E. Westlake, d'après le roman Ripley et les Ombres (Ripley Under Ground) de Patricia Highsmith
- Musique : Jeff Danna
- Monteur : Michel Arcand
- Photographie :
- Décors :
- Costumes
- Producteurs : Steve Christian, Antoine de Clermont-Tonnerre, Marco Mehlitz, Michael Ohoven, Stephen Ujlaki, David Valleau, William Vince
- Sociétés de production : Cinerenta Medienbeteiligungs KG, en association avec Isle of Man Film et MACT Productions
- Distribution : Fox Searchlight Pictures (États-Unis), Metropolitan Filmexport (France)[1]
- Langues originales : anglais et français
- Budget : n/a
- Pays d'origine :  France,  Allemagne,  Royaume-Uni
- Durée : 101 minutes
- Genre : Drame et thriller
- Dates de sortie[2] :
  - États-Unis : 6 novembre 2005
  - Allemagne : 21 octobre 2007
  - France : 23 novembre 2010 (en vidéo)

## Distribution

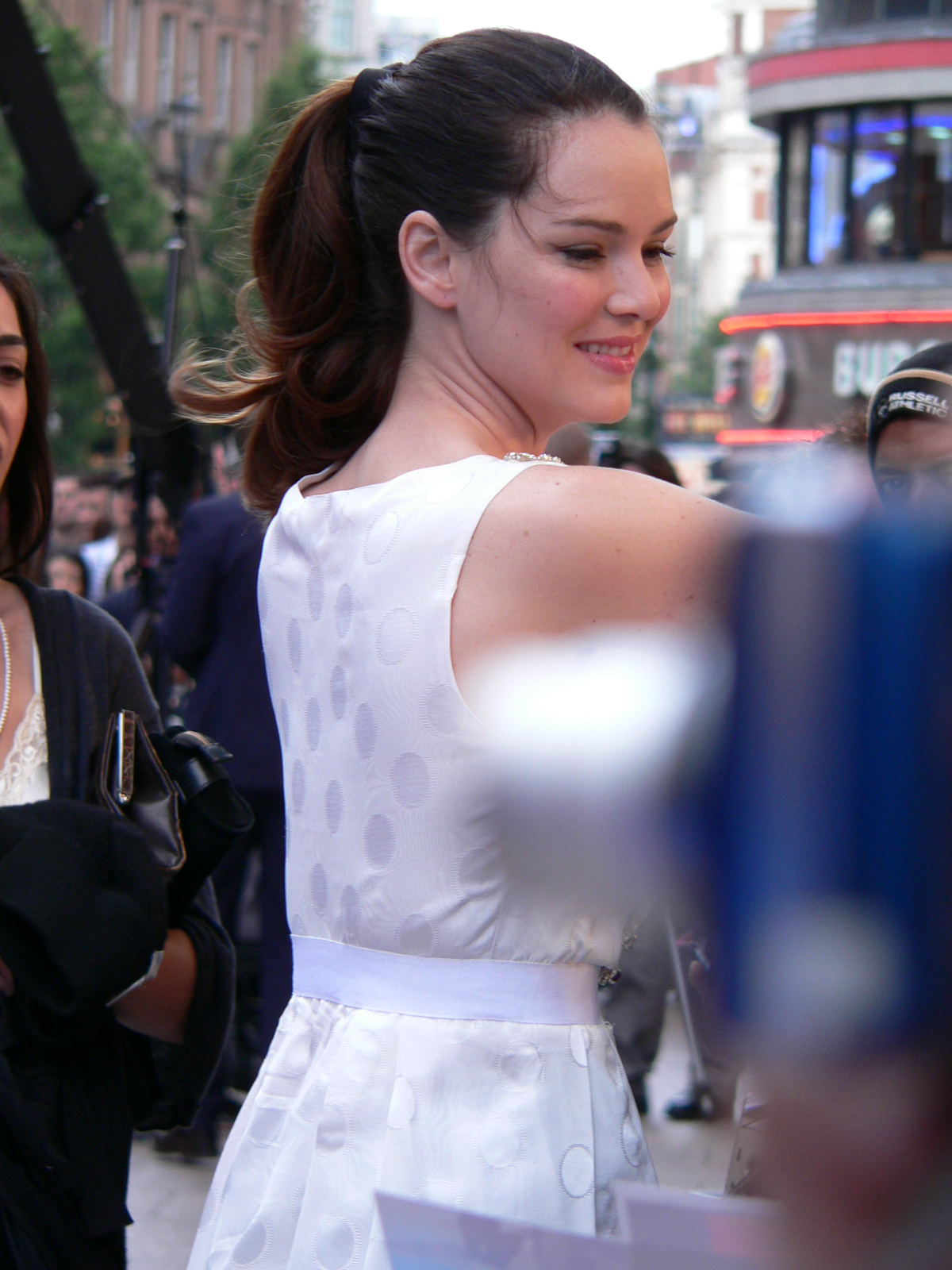
L'actrice principale Jacinda Barrett en mai 2006.

- Barry Pepper (VF : Axel Kiener) : Tom Ripley
- Alan Cumming (VF : Pierre Tessier) : Jeff Constant
- Jacinda Barrett : Heloise Plisson
- Claire Forlani (VF : Déborah Perret) : Cynthia
- Ian Hart (VF : Vincent Violette) : Bernard Sayles
- Douglas Henshall (VF : Serge Faliu) : Derwatt
- François Marthouret (VF : lui-même) : Antoine Plisson
- Tom Wilkinson (VF : Thierry Hancisse) : John Webster
- Willem Dafoe (VF : Éric Herson-Macarel) : Neil Murchinson
- Peter Serafinowicz : Nigel
- Frederique Michelle : Annette
- Shelley Conn : Honey
- Dinah Stabb : Landlady
- Simon Callow : Dean Bentliffe
- Mika Simmons : Sandy
- Ifan Meredith : le critique
- Nicolas Chagrin : le prêtre au mariage
- Ross Boatman : le chauffeur de taxi

## Production
Le tournage a lieu sur l'île de Man et à Londres.

## Tom Ripley
Plusieurs autres acteurs ont interprété au cinéma le rôle de Tom Ripley :
- 1960 : Alain Delon dans Plein Soleil de René Clément, d'après Monsieur Ripley
- 1977 : Dennis Hopper dans L'Ami américain de Wim Wenders, d'après le roman Ripley s'amuse
- 1999 : Matt Damon dans Le Talentueux Mr Ripley (The Talented Mr. Ripley) d'Anthony Minghella, d'après Monsieur Ripley
- 2002 : John Malkovich dans Ripley s'amuse (Ripley's Game) de Liliana Cavani, d'après le roman Ripley s'amuse